# Németh Csaba (közíró)
Németh Csaba (Marosvécs, 1951. május 21. –) erdélyi magyar tanár, szenátor, közíró.

## Életútja
Az általános iskolát szülőfalujában, a középiskolát Szászrégenben végezte 1970-ben. 1974-ben szerzett oklevelet a kolozsvári Babeş-Bolyai Tudományegyetem történelem-filozófia karának filozófia szakán. Ezt követően Nagysármáson, majd Kézdivásárhelyen  középiskolai tanárként dolgozott. 1990 januárja óta  RMDSZ-tag. 1997–2003 között  az RMDSZ Kézdiszéki Szervezetének, majd Felsőháromszéki Területi Szervezetének  elnöki tisztségét töltötte be. 1998–2008 között  az RMDSZ Kovászna megyei szenátora volt.

## Szenátorként
Mivel mandátumai alatt túlnyomórészt Románia Szenátusának munkaügyi, család- és társadalomvédelmi szakbizottságának volt a tagja, törvényhozói tevékenysége leginkább ezekhez a területekhez kapcsolódik. De nemcsak. A 2000-ben hatályba lépett  föld-és erdőtörvénybe  bekerült két általa javasolt cikkely is, melyek az iskolák, más tanintézmények és árvaházak egykori mezőgazdasági területeinek visszaadásáról rendelkeztek. Kezdeményezője, kidolgozója és fenntartója volt, az 1950–1961 között katonai szolgálatukat munkaszolgálatosként töltő személyek erkölcsi és anyagi kárpótlására vonatkozó 2002 júniusában elfogadott törvénynek. 2004 márciusában a nyugdíjtörvény módosítását, kiegészítését, ( az öregségi-, előrehozott-, részleges előrehozott-, rokkantsági- és utódnyugdíj mellett) új nyugdíj kategória, az özvegyi pótnyugdíj bevezetését javasolta, amely később módosítva, mint az özvegyi segélyre vonatkozó törvény lépett hatályba. A munkaszolgálatos törvény esetében közel 300 000-, az özvegyi segélyre vonatkozó törvénynél pedig 250 000 volt a jogosult személyek száma. Javaslatára elfogadták, hogy az 1940. szeptember 6. és 1945. március 6. között etnikai hovatartozásuk miatt meghurcolt  személyek jogaira és kedvezményeire vonatkozó 1999-ben elfogadott jogszabály a jogosult személyeknek még egy kategóriáját ismerje el. A törvényalkotásban arra az álláspontra helyezkedett, hogy amire szükség van, ami jó és hasznos, csak el kell indítani, előbb-utóbb utat tör magának, mások is felkarolják. Így volt ez, a nappali tagozaton végzett egykori egyetemisták felsőoktatásban töltött éveinek, az öregségi nyugdíj esetében, a nyugdíjazás időpontjától függetlenül, a szolgálati időbe való beszámítására-, az ikreket szülő anyák gyermeknevelési segélyére-, a nyugdíjminimum bevezetésére- és  az üvegfúvók korkedvezményes öregségi nyugdíjára vonatkozó törvényjavaslatai esetében is.
A szenátus plénumán tett, többnyire évfordulókhoz, emléknapokhoz, de aktuális, kisebbségi kérdésekhez is kapcsolódó politikai nyilatkozataiban igyekezett  új elemeket bevinni az illető témákkal kapcsolatban, azok tágabb, szélesebb körű megvilágítására törekedett.
A kormányhoz, a miniszterekhez intézett interpellációinak tárgyát többnyire  szociális kérdésekkel, a jóvátételi törvények alkalmazásával, egészségügyi-és állategészségügyi problémákkal, a nyugdíjasok-, valamint katonaviselt és fogyatékkal élő személyek jogaival kapcsolatos kérdések képezték. A választókerületben, a megyében nagy figyelmet fordított a választópolgárokkal és az önkormányzatokkal való kapcsolattartásra, egyházközségek és RMDSZ-szervezetek támogatására. Diákoknak, idős embereknek, betegeknek anyagi segítséget nyújtott.

## Publicistaként
Cikkeit, tanulmányait az 1970-es évek második felétől közlik a romániai magyar lapok és folyóiratok. Tárgyköre minden időszerű világprobléma Libanontól Dél-Afrikáig, Skandináviától Sri Lankáig, Kasmírtól Panamáig. Világpolitikai ismertetéseit és értelmezéseit, etnikumok közötti viszonyokkal és konfliktusokkal kapcsolatos helyzetelemzéseit 1990 előtt A Hét, Ifjúmunkás és Korunk közölte, azt követően pedig írásai  a Valóságban, az Erdélyi Naplóban, az Európai Időben, Orient Expressz-ben, a Romániai Magyar Szóban, az Erdélyi  Riportban, A Hétben, a Krónikában és a Háromszékben jelentek meg. Román nyelvű cikkeit, tanulmányait a Dilema Veche, a Lumea Magazin és a România liberă közölte. Írásaiban külön hangsúllyal szerepel a nemzetiségi kérdés a maga feszültségeivel, akár a spanyolországi autonómiákról, a kurd drámáról, a belgiumi flamand-vallon ellentétekről, Ciprusról, Québecről, Dél-Tirolról, akár az ír kálváriáról vagy a koszovói albánokról van szó. Külön kitér az államnyelv-anyanyelv és az állami szimbólumok-nemzeti szimbólumok viszonyulásaira (Romániai Magyar Szó, 1993. július 1., illetve 30.), a kisebbségvédelem két világháború közötti sajátosságaira (Orient Expressz, 1994/4) és kifejezetten a romániai magyar nemzeti közösség jogaira, a Jog a magyar nyelvű oktatáshoz és a felekezeti iskolákhoz, Egy elfelejtett szerződés margójára és a Templom és iskola (Európai Idő, 1996/18,1997/2, 1997/12), valamint a Nincsenek érveink ?! (Orient Expressz, 1993/4) című írásaiban. A Megyék, régiók az idők sodrában című sorozatban a társadalmi együttélés egy szeletének, a közigazgatás területi szerveződésének- hazai tájakon és azok közelében végbement- formálódását, alakulását mutatja be (Háromszék napilap,  2012 július- október).
Később cikkeinek, elemzéseinek, tanulmányainak egy részét kötetekbe gyűjtötte.

## Köteteiből
- Etnikumok, felekezetek, konfliktusok : tanulmányok, helyzetelemzések, 1978-2000. Kézdivásárhely : Ambrózia, 2000. 265 p. 973-98717-1-2
- Népek - államok - határok : politikai helyzetelemzések, 1978-2001. Kézdivásárhely : Ambrózia, 2002. 444 p. ill. 973-98717-3-9